# Mauro Bonaiuti (cestista)
Mauro Bonaiuti (Bologna, 4 febbraio 1978) è un ex cestista italiano.
Guardia-ala di 193 cm, ha esordito in Serie A1 con la Fortitudo Bologna e ha giocato un'ulteriore stagione nella massima serie con Montecatini, continuando poi a disputare campionati di A2 e B1.

## Carriera
Per quattro stagioni, fa parte del roster della TeamSystem Bologna: esordisce in Coppa Korać il 4 ottobre 1995 contro l'Hapoel Holon, segnando 1 punto in 17 minuti in campo, in seguito disputa anche l'Eurolega. Con Bologna, mette insieme 24 convocazioni e quattro partite in quattro stagioni di A1. Dal febbraio 1999 al giugno 2000 gioca con la Benedetto XIV Cento in Serie B d'Eccellenza, quindi nel 2000-2001 ritorna nella massima serie con Montecatini, con cui disputa 16 partite. Dopo quest'annata, torna a militare nei campionati dilettantistici.
Nel 2006-07 è in Legadue a Fabriano, con cui ha una media di 5,3 punti in 17,8 minuti.
Nel 2007 passa alla formazione amaranto del Ferentino Basket, dove in tre stagioni raggiunge una salvezza e due play-off, con una semifinale persa a gara cinque con Siena.
Nel 2010-11 passa ad Agrigento, un infortunio al polso nel precampionato lo tiene lontano dal campo fino a gennaio. Considerato il miglior acquisto del precampionato, dopo essere stato sostituito da Cavallaro e Mossi, rientra in squadra solo nel 2011 facendo un ottimo girone di ritorno con la formazione siciliana.
Nel 2011-12 gioca con gli Angels Santarcangelo in Divisione Nazionale A, contribuendo in maniera importante nella salvezza della formazione romagnola. Nel novembre 2012 si trasferisce alla Pallacanestro Piacentina, squadra militante in Divisione Nazionale B (0v-8p) fino a quel momento dove riesce a raggiungere un'insperata salvezza e l'anno successivo contribuisce alla finale della formazione emiliana, sconfitta soltanto in gara 3.
A febbraio del 2015 scende nel campionato CSI di Bologna, con la maglia della Ceretolese Basket. Tra il 2017 e il 2021 torna in categoria giocando in Serie C Gold o Serie C Silver rispettivamente con Pontevecchio Bologna, BSL San Lazzaro e Francesco Francia Pallacanestro.

## Statistiche

### Presenze e punti nei club
Statistiche aggiornate al 27 aprile 2013
| Stagione        | Squadra                    | Competizione | Partite | Partite | Partite | Statistiche tiro | Statistiche tiro | Statistiche tiro | Altre statistiche | Altre statistiche | Altre statistiche | Altre statistiche | Altre statistiche |
| Stagione        | Squadra                    | Competizione | Pres.   | Titol.  | Minuti  | Tiri da 2        | Tiri da 3        | Liberi           | Rimb.             | Assist            | Rubate            | Stopp.            | Punti             |
| --------------- | -------------------------- | ------------ | ------- | ------- | ------- | ---------------- | ---------------- | ---------------- | ----------------- | ----------------- | ----------------- | ----------------- | ----------------- |
| o.'97-a.'98     | TeamSystem Bologna         | Serie A1     | 3       | 0       | 23      | 0                | 2/5              | 0                | 1                 | 2                 | 2                 | 0                 | 6                 |
| '98-ott. '98    | TeamSystem Bologna         | Serie A1     | 1       | 0       | 3       | 0/1              | 0/1              | 2/2              | 1                 | 0                 | 0                 | 0                 | 2                 |
| set. '00-'01    | Bingo Snai Montecatini     | Serie A1     | 16      | 1       | 82      | 3/7              | 2/8              | 5/13             | 2                 | 0                 | 6                 | 0                 | 17                |
| 2001-2002       | BSL San Lazzaro            | Serie B2     |         |         |         |                  |                  |                  |                   |                   |                   |                   |                   |
| 2002-2003       | Virtus Imola               | Serie B1     |         |         |         |                  |                  |                  |                   |                   |                   |                   |                   |
| 2003-2004       | Virtus Imola               | Serie B1     |         |         |         |                  |                  |                  |                   |                   |                   |                   |                   |
| 2004-2005       | Associazione Basket Latina | Serie B1     |         |         |         |                  |                  |                  |                   |                   |                   |                   |                   |
| 2005-2006       | Cuomo Latticini Latina     | Serie B1     | 19      | 11      | 515     | 30/76            | 24/71            | 61/70            | 61                | 19                | 30                | 1                 | 193               |
| 2006-2007       | Indesit Fabriano           | Legadue      | 30      | 3       | 535     | 32/70            | 22/75            | 43/52            | 40                | 16                | 54                | 0                 | 173               |
| 2007-2008       | FMC Ferentino              | Serie B1     | 22      | 15      | 635     | 48/96            | 27/104           | 61/81            | 35                | 21                | 27                | 0                 | 238               |
| 2008-2009       | FMC Ferentino              | Serie A dil  | 26      | 23      | 804     | 80/149           | 31/93            | 112/135          | 81                | 30                | 43                | 2                 | 365               |
| 2009-2010       | FMC Ferentino              | Serie A dil  | 27      | 19      | 743     | 57/129           | 24/94            | 83/96            | 76                | 36                | 45                | 2                 | 269               |
| 2010-2011       | Moncada Agrigento          | Serie A dil  | 14      | 10      | 342     | 19/44            | 14/31            | 35/45            | 34                | 9                 | 16                | 0                 | 115               |
| 2011-2012       | Angels Santarcangelo       | DNA          | 34      | 8       | 703     | 45/112           | 37/109           | 60/76            | 64                | 30                | 40                | 0                 | 261               |
| 2012-2013       | Pallacanestro Piacentina   | DNB          | 16      | 14      | 487     | 30/74            | 29/81            | 37/50            | 36                | 28                | 26                | 1                 | 184               |
| Totale carriera |                            |              |         |         |         |                  |                  |                  |                   |                   |                   |                   |                   |